# Hrabství Louth
Hrabství Louth (irsky Contae Lú, anglicky County Louth) je irské hrabství nacházející se na severovýchodě země v bývalé provincii Leinster. Sousedí s hrabstvím Monaghan na severozápadě, se severoirským hrabstvím Armagh na severu a s hrabstvím Meath na jihozápadě. Východní pobřeží omývá Irské moře.
Hlavním městem hrabství je Dundalk. Druhým největším a nejvýznamnějším městem je Drogheda. Hrabství má rozlohu 826 km² a žije v něm přibližně 128 tisíc obyvatel. Hrabstvím protéká řeka Boyne.
Mezi zajímavá místa hrabství patří Monasterboice.
Dvoupísmenná zkratka hrabství, používaná zejména na SPZ, je LH.